# Lo Cogulló (Os de Balaguer)
Lo Cogulló és una muntanya de 913 metres que es troba al municipi d'Os de Balaguer, a la comarca catalana de la Noguera.